# Les Aubiers
Pour les articles homonymes, voir Les Aubiers (homonymie).
Le quartier des Aubiers est un quartier de la ville de Bordeaux, en France. Administrativement, le quartier fait partie de la subdivision Bordeaux Maritime, le nom formel du quartier est Les Aubiers-Lac. 
En tant que quartier prioritaire, il porte le nom Le Lac.
Il est classé quartier de reconquête républicaine (QRR) depuis septembre 2018.

## Situation
Construite dans les années 1970, la cité des Aubiers se trouve au nord du centre-ville historique, au sein du quartier de Bordeaux-Lac. 
Le secteur nommé Les Aubiers à proprement parler, d'après le nom du programme immobilier La clairière des Aubiers, se situe au sud de l'avenue de Laroque. Au nord de l'avenue de Laroque, le programme La clairière du Lauzun devient le secteur Le Lac.
Le quartier est traversé d'ouest en est par la ligne C du tramway de Bordeaux.

## Histoire
La construction de la cité des Aubiers, au début des années soixante-dix, faisait partie d'un plan d'urbanisation lancé par le maire Jacques Chaban Delmas visant à aménager le quartier du Lac. Ce plan d'urbanisme comprenait également l'aménagement d'un lac artificiel et la construction du  parc des expositions.
Le quartier démarre sous le nom Bordeaux-le-Lac pour devenir, après un concours lancé par la mairie de Bordeaux, Les Aubiers. 
L'architecte urbaniste Xavier Arsène-Henry voit les Aubiers comme « la nature dans la ville et la ville dans la nature », où la voiture « sera bannie du regard [… et où] le piéton sera le roi ». Ces éléments ne sont pas sans rappeler certains principes des écoquartiers.   
Les Aubiers accueillent environ 4 000 habitants, principalement dans un « grand ensemble » de « barres d'immeubles » de 17 étages conçus par Xavier Arsène-Henry. Les appartements sont en duplex – une caractéristique originale pour des HLM de l'époque. Les chambres sont au-dessus ou au-dessous de la salle de séjour. Un escalier en bois relie les deux parties.
Au cours des décennies, Les Aubiers-Lac devient le quartier le plus pauvre de la région Nouvelle-Aquitaine en matière de revenu par habitant avec un taux de chômage de près 30%. En 2018, avec 3 565 habitants, le taux de pauvreté y atteint 53%.

## Renouvellement urbain
Anciennement une zone urbaine sensible, les Aubiers deviennent en 2015 un quartier prioritaire nommé « Le Lac ». L'agence nationale pour la rénovation urbaine l'a classé d'intérêt régional dans le cadre de projets de rénovations devant s'étendre jusqu'en 2030.
En 2017, Bordeaux Métropole et la ville de Bordeaux ouvrent la consultation pour le projet de renouvellement urbain (PRU) du quartier des Aubiers-Le Lac. Le chantier se déroule entre 2023 et 2025 avec un budget de 116 millions d'euros (dont 60 millions d'euros pour la réhabilitation du parc locatif) et une centaine d'opérations programmées sur 40 hectares dont une nouvelle école, réhabilitation des logements et destruction de certaines dalles.
En 2018, il est un des premiers quartiers en France à être classé Quartier de reconquête républicaine
En 2020, Engie met en exploitation une chaufferie biomasse Les Aubiers-Le Lac avec le double objectif de faire baisser la facture de production de chauffage et d’eau chaude sanitaire tout en utilisant une énergie renouvelable.  Puissance des installations : 2,9 MW. 
La nouvelle école est inaugurée en 2024. Elle est dotée d'une toiture végétalisée et de 400m2 de panneaux phovoltaïques. Dimensionnée pour accueillir ~500 élèves au total, le bâtiment de l'école est située à l'extérieure du quartier (entre les Aubiers et l'allée de Boutaut) : elle connecte les Aubiers à la ville et permet aux enfants de quitter le quartier le temps de scolarisation.  

## Accès et transports

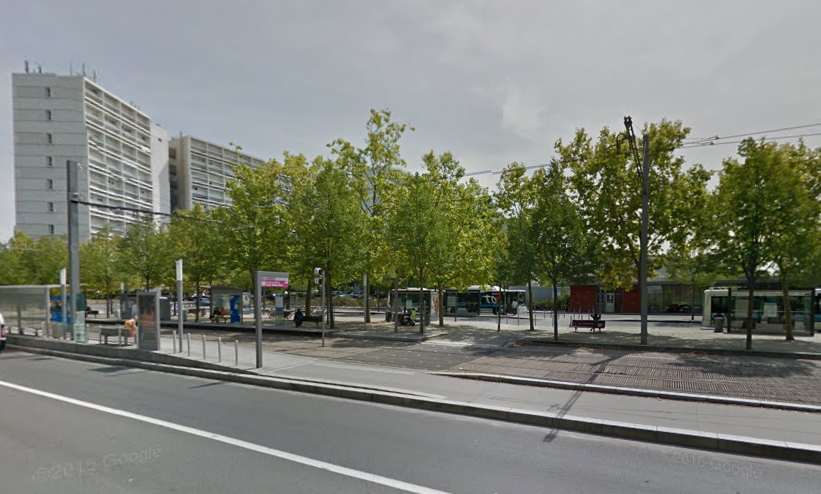
Le pôle d'échange des Aubiers

Les Aubiers sont desservis par le réseau TBM – transports en commun de Bordeaux Métropole.
- Par la rocade :
  -  4 Parc des Expositions
  -  4c Bordeaux Nord